# Гудіашвілі Ладо Давидович
Гудіашвілі Ладо (Володимир) Давидович (1896, Тифліс — 1980, Тбілісі) — народний художник СРСР. Герой Соціалістичної праці, лауреат республіканської премії імені Шота Руставелі. Професор Тбіліської Академії мистецтв (1926—1932).

## Життєпис
1910—1914 навчання у Тифліська школа живопису і архітектури у Я. І. Ніколадзе та О. І. Шмерлінга.
1914 — отримав звання художника-педагога за серію рисунків (туш) до збірника приповідок «Мудрість вимпелу» Сулхана Саба-Орбеліані..
1916 — член Товариства грузинських художникі

## Мистецький спадок
Картини: «Злочинна сім'я». 1929; «Знедолені», 1930). «Феромарганцевий завод у Зестафоні» (1934), «Перша бригада казбекського андезиту» (1937); на історичні теми та за мотивами народних казок і легенд: «Пригоди бериків» (1928), «Танок-вихор» (1937), «Прогулянка Серафіти» (1940).
Портрети: «Н. Піросманішвілі» (1928), «Т. Ціцішвілі» (1940), «Дочка художника» (1953), «Елісо» (1963). У 1960-ті роки Гудіашвілі написав тематичні картини «Весна», «Колгоспні дівчата», «Збирання чаю».
«Весна», «Колгоспні дівчата», «Збирання чаю» (1960).
Художнє оформлення книг видавництва Грузії: «Чарівні казки» (1960), «Мудрість Балавара» (1962)
Оформляв вистави в Театрах ім. Шота Руставелі, ім. К. Марджанішвілі, опери та балету ім. 3. Паліашвілі. Оформив також декілька кінофільмів.
Виставки: в НДР (1969), у Тбілісі (1926, 1957, 1964, 1965, 1970), у Москві (1958), в Батумі (1973), а також у Парижі (1922, 1923, 1924, 1925, 1935).
Помер у Тбілісі, похований у пантеоні на горі Мтацмінда.